# York City F.C.
York City Football Club – angielski klub piłkarski z siedzibą w mieście York występujący w National League. Założony w 1922, został członkiem Football League w 1929 roku spędzając większość swoich lat w niższych klasach rozgrywkowych. Największym osiągnięciem ligowym klubu była gra przez dwa sezony w Second Division w latach siedemdziesiątych. W sezonie 2003/2004 York City spadł z Third Division. Do czwartej klasy rozgrywkowej powrócił w 2012 roku.
York City F.C.największy sukces osiągnął w sezonie 1954/1955 kiedy to doszedł do półfinału FA Cup
York rozgrywa swoje mecze na stadionie KitKat Crescent poprzednio znany jako Bootham Crescent. Stadion został przemianowany na KitKat w ramach umowy sponsorskiej z firmą Nestle, który jest największym pracodawcą w mieście.

## Sukcesy
| Rozgrywki                                         | Lata                      |
| ------------------------------------------------- | ------------------------- |
| Football League Third Division Awans              | 1973-74                   |
| Football League Second Division Play-off Półfinał | 1993-94                   |
| Football League Third Division Play-off Zwycięzca | 1992-93                   |
| Football League Fourth Division Mistrz            | 1983-84                   |
| Football League Fourth Division Awans             | 1958-59, 1964-65, 1970-71 |
| Conference National Play-off Półfinał             | 2006-07                   |
| FA Cup Półfinał                                   | 1954-55                   |
| FA Cup Ćwierćfinał                                | 1937-38                   |
| League Cup Ćwierćfinał                            | 1961-62                   |
| FA Trophy finał                                   | 2008-09                   |

## Rekordy klubowe
- Najwięcej występów w historii - Barry Jackson 539
- Najwięcej goli dla klubu - Norman Wilkinson 143 gole -(127) w lidze, (16) w FA Cup
- Najwyższe ligowe zwycięstwo -  9–1 z Southport w rozgrywkach Division Three North 1957 roku
- Najwyższa porażka - 12–0 z Chester City w 1936.
- Najwyższa frekwencja - 28,123, w meczu FA Cup z Huddersfield Town 5 Marca 1938 na  stadionie Bootham Crescent.
- Najwyższy transfer w historii - Marzec 1998 Jonathan Greening do  Manchester United za 1 milion £
- Najwyższy zakup do klubu - Grudzień 1995 Adrian Randall z Burnley F.C.

## Kibice i rywale
York City F.C.pochwalić się może największą średnią widzów na mecz w swojej klasie rozgrywkowej. W sezonie 2006-2007 wynosiła ona 3,054 osób. Na trybunach działają dwie zorganizowane grupy kibiców Minstermen Harrogate i Jorvik Reds.
Klub wydaje cyklicznie oficjalny program meczu, który składa się z 48 stron i kosztuje 2.50£. Od 2002 roku wydawana jest też niezależna gazeta kibiców Ginner's Left Foot.
Najwięksi rywale York City F.C. to Scarborough i Hull City. Nie mniej ważne mecze dla York to rywalizacja z  Doncaster Rovers, Darlington, Hartlepool i Bury.

## Plebiscyty
Piłkarz Roku
| Sezon   | Zwycięzca         |
| ------- | ----------------- |
| 1973–74 | Phil Burrows      |
| 1974–75 | Chris Topping     |
| 1975–76 | Micky Cave        |
| 1976–77 | Brian Pollard     |
| 1977–78 | Gordon Staniforth |
| 1978–79 | Gordon Staniforth |
| 1979–80 | Ian McDonald      |
| 1980–81 | Eddie Blackburn   |
| 1981–82 | Keith Walwyn      |
| 1982–83 | Derek Hood        |
| 1983–84 | John MacPhail     |
| 1984–85 | John MacPhail     |
| 1985–86 | Simon Mills       |
| 1986–87 | Keith Walwyn      |
| 1987–88 | Dale Banton       |
| 1988–89 | Ian Helliwell     |
| 1989–90 | Chris Marples     |
| 1990–91 | Steve Tutill      |
| 1991–92 | Jon McCarthy      |
| 1992–93 | Paul Stancliffe   |

| Sezon   | Zwycięzca         |
| ------- | ----------------- |
| 1993–94 | Paul Barnes       |
| 1994–95 | Jon McCarthy      |
| 1995–96 | Andy McMillan     |
| 1996–97 | Tony Barras       |
| 1997–98 | Steve Bushell     |
| 1998–99 | Barry Jones       |
| 1999–00 | Barry Jones       |
| 2000–01 | Alan Fettis       |
| 2001–02 | Alan Fettis       |
| 2002–03 | Chris Brass       |
| 2003–04 | Darren Dunning    |
| 2004–05 | Dave Merris       |
| 2005–06 | Clayton Donaldson |
| 2006–07 | Neal Bishop       |
| 2007–08 | David McGurk      |
| 2008–09 | Danny Parslow     |
| 2009–10 | Michael Ingham    |
| 2010–11 | Danny Parslow     |
| 2011–12 | Scott Kerr        |

## Trenerzy
Stan na 24 września 2010
| Imię i nazwisko    | Kraj              | Od                   | Do                   | M   | W   | R  | P   | Wygrane % |
| ------------------ | ----------------- | -------------------- | -------------------- | --- | --- | -- | --- | --------- |
| Jock Collier       | Szkocja           | lipiec 1928          | maj 1930             | 47  | 17  | 18 | 12  | 36.17     |
| George Sherrington | Anglia            | maj 1930             | maj 1933             | 130 | 50  | 21 | 59  | 38.46     |
| Jock Collier       | Szkocja           | maj 1933             | marzec 1937          | 168 | 58  | 38 | 72  | 34.52     |
| Tom Mitchell       | Anglia            | marzec 1937          | luty 1950            | 277 | 95  | 64 | 118 | 34.29     |
| Dick Duckworth     | Anglia            | marzec 1950          | październik 1952     | 126 | 40  | 42 | 44  | 31.74     |
| Charlie Spencer    | Anglia            | listopad 1952        | 9 lutego 1953        | 13  | 5   | 3  | 5   | 38.46     |
| Jimmy McCormick    | Anglia            | czerwiec 1953        | 8 września 1954      | 51  | 14  | 13 | 24  | 27.45     |
| Sam Bartram        | Anglia            | 12 marca 1956        | lipiec 1960          | 211 | 85  | 56 | 70  | 40.28     |
| Tom Lockie         | Szkocja           | lipiec 1960          | 16 października 1967 | 367 | 132 | 81 | 154 | 35.96     |
| Joe Shaw           | Anglia            | 6 listopada 1967     | 16 sierpnia 1968     | 31  | 9   | 9  | 13  | 29.03     |
| Tom Johnston       | Szkocja           | 31 października 1968 | 11 stycznia 1975     | 295 | 106 | 84 | 105 | 35.93     |
| Clive Baker        | Anglia            | 11 stycznia 1975     | 15 lutego 1975       | 4   | 2   | 1  | 1   | 50.00     |
| Wilf McGuinness    | Anglia            | 15 lutego 1975       | 20 października 1977 | 120 | 27  | 30 | 63  | 22.50     |
| Charlie Wright     | Hongkong          | 22 listopada 1977    | 18 marca 1980        | 114 | 36  | 28 | 50  | 31.57     |
| Barry Lyons        | Anglia            | 18 marca 1980        | 8 grudnia 1981       | 72  | 21  | 14 | 37  | 29.16     |
| Kevin Randall      | Anglia            | 8 grudnia 1981       | 3 marca 1982         | 12  | 1   | 4  | 7   | 8.33      |
| Barry Swallow      | Anglia            | 3 marca 1982         | 12 maja 1982         | 19  | 8   | 2  | 9   | 42.11     |
| Denis Smith        | Anglia            | 12 maja 1982         | 9 czerwca 1987       | 258 | 120 | 59 | 79  | 46.51     |
| Bobby Saxton       | Anglia            | 9 czerwca 1987       | 17 września 1988     | 62  | 11  | 15 | 36  | 17.74     |
| Barry Swallow      | Anglia            | 17 września 1988     | 10 października 1988 | 5   | 3   | 0  | 2   | 60.00     |
| John Bird          | Anglia            | 10 października 1988 | 23 października 1991 | 155 | 46  | 48 | 61  | 29.67     |
| John Ward          | Anglia            | 23 października 1991 | marzec 1993          | 70  | 22  | 24 | 24  | 31.42     |
| Alan Little        | Anglia            | marzec 1993          | 15 marca 1999        | 318 | 108 | 88 | 122 | 33.96     |
| Neil Thompson      | Anglia            | 15 marca 1999        | 10 lutego 2000       | 45  | 11  | 11 | 23  | 24.44     |
| Terry Dolan        | Anglia            | 10 lutego 2000       | 31 maja 2003         | 173 | 56  | 50 | 67  | 32.36     |
| Chris Brass        | Anglia            | 4 czerwca 2003       | 8 listopada 2004     | 67  | 14  | 18 | 35  | 20.89     |
| Viv Busby          | Anglia            | 8 listopada 2004     | 10 lutego 2005       | 14  | 4   | 2  | 8   | 28.57     |
| Billy McEwan       | Szkocja           | 10 lutego 2005       | 19 listopada 2007    | 131 | 52  | 31 | 48  | 39.69     |
| Colin Walker       | Nowa Zelandia     | 19 listopada 2007    | 21 listopada 2008    | 58  | 22  | 20 | 16  | 37.90     |
| Neil Redfearn      | Anglia            | 21 listopada 2008    | 24 listopada 2008    | 1   | 0   | 1  | 0   | 0.00      |
| Martin Foyle       | Anglia            | 24 listopada 2008    | 24 września 2010     | 102 | 44  | 30 | 21  | 43.10     |
| Andy Porter        | Anglia            | 24 września 2010     | 6 października 2010  | 4   | 1   | 1  | 2   | 25.00     |
| Steve Torpey       | Anglia            | 8 października 2010  | 13 października 2010 | 1   | 0   | 0  | 1   | 0.00      |
| Gary Mills         | Anglia            | 13 października 2010 | 2 marca 2013         | 116 | 58  | 45 | 33  | 42.65     |
| Nigel Worthington  | Irlandia Północna | 4 marca 2013         | 13 października 2014 | 76  | 23  | 29 | 24  | 30.26     |
| Steve Torpey       | Anglia            | 13 października 2014 | 15 października 2014 | 0   | 0   | 0  | 0   | -         |
| Russ Wilcox        | Anglia            | 15 października 2014 | wciąż                | 32  | 9   | 12 | 11  | 28.13     |